# Balanopaceae
Balanopaceae – monotypowa rodzina roślin z rzędu malpigiowców obejmująca jeden rodzaj Balanops z 9 gatunkami. Rośliny te występują w północnym Queensland (Australia) oraz na Nowej Kaledonii i wyspach Fidżi. 

## Morfologia

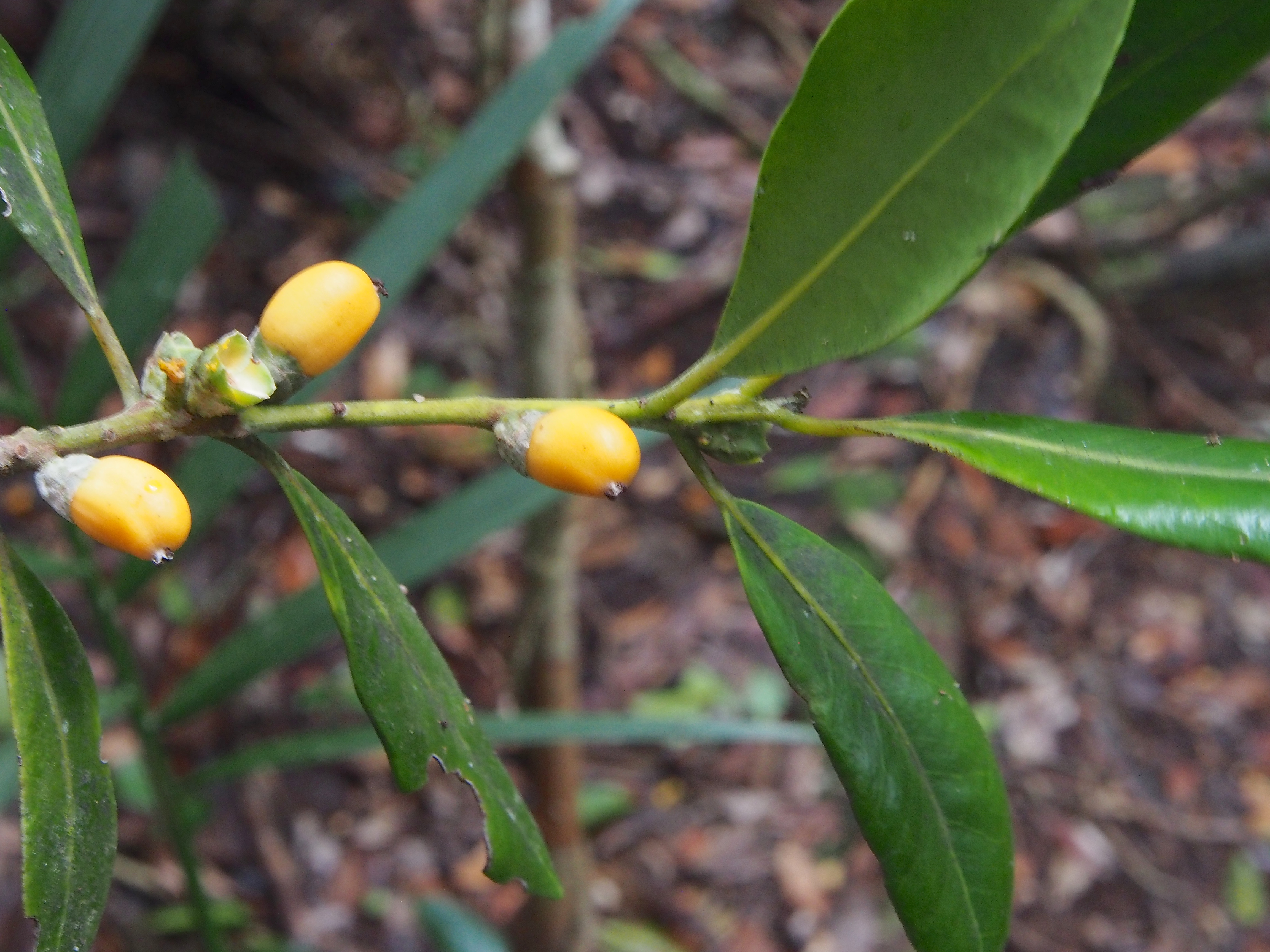
Balanops australiana

Wysokie drzewa o liściach skrętoległych lub umieszczonych w niby-okółkach, na brzegu ząbkowanych. Kwiaty są jednopłciowe a rośliny dwupienne. Kwiaty pręcikowe zebrane są w kotkowate kwiatostany i zawierają po 5–6 pręcików. Kwiaty słupkowe wyrastają pojedynczo i wsparte są wieloma przysadkami. Zawierają górną zalążnię składającą się z 2 lub 3 owocolistków. Owocem jest pestkowiec zawierający 1 lub 2 nasiona.

## Systematyka
Przedstawiciele tej rodziny byli różnie klasyfikowani w systemach roślin okrytonasiennych, dawniej często w pobliżu bukowców (Fagales) i wierzbowców (Salicales). Wyniki analiz molekularnych dowodzą, że rodzina stanowi grupę siostrzaną dla kladu obejmującego m.in. złotośliwowate (Chrysobalanaceae) w obrębie malpigiowców (Malpighiales).
Pozycja systematyczna według APweb (aktualizowany system APG IV z 2016)
|  | Putranjivaceae  |
|  |                 |
|  | Lophopyxidaceae |
|  |                 |

|  | Centroplacaceae                                                                               |
|  |                                                                                               |
|  | \| \| Malpighiaceae – malpigiowate \| \| \| \| \| \| Elatinaceae – nadwodnikowate \| \| \| \| |
|  |                                                                                               |
|  | Malpighiaceae – malpigiowate                                                                  |
|  |                                                                                               |
|  | Elatinaceae – nadwodnikowate                                                                  |
|  |                                                                                               |

|  | Malpighiaceae – malpigiowate |
|  |                              |
|  | Elatinaceae – nadwodnikowate |
|  |                              |

|  | Trigoniaceae    |
|  |                 |
|  | Dichapetalaceae |
|  |                 |

|  | Chrysobalanaceae – złotośliwowate |
|  |                                   |
|  | Euphroniaceae                     |
|  |                                   |

|  | Trigoniaceae    |
|  |                 |
|  | Dichapetalaceae |
|  |                 |

|  | Chrysobalanaceae – złotośliwowate |
|  |                                   |
|  | Euphroniaceae                     |
|  |                                   |

|  | Trigoniaceae    |
|  |                 |
|  | Dichapetalaceae |
|  |                 |

|  | Chrysobalanaceae – złotośliwowate |
|  |                                   |
|  | Euphroniaceae                     |
|  |                                   |

|  | Trigoniaceae    |
|  |                 |
|  | Dichapetalaceae |
|  |                 |

|  | Chrysobalanaceae – złotośliwowate |
|  |                                   |
|  | Euphroniaceae                     |
|  |                                   |

|  | Putranjivaceae  |
|  |                 |
|  | Lophopyxidaceae |
|  |                 |

|  | Centroplacaceae                                                                               |
|  |                                                                                               |
|  | \| \| Malpighiaceae – malpigiowate \| \| \| \| \| \| Elatinaceae – nadwodnikowate \| \| \| \| |
|  |                                                                                               |
|  | Malpighiaceae – malpigiowate                                                                  |
|  |                                                                                               |
|  | Elatinaceae – nadwodnikowate                                                                  |
|  |                                                                                               |

|  | Malpighiaceae – malpigiowate |
|  |                              |
|  | Elatinaceae – nadwodnikowate |
|  |                              |

|  | Trigoniaceae    |
|  |                 |
|  | Dichapetalaceae |
|  |                 |

|  | Chrysobalanaceae – złotośliwowate |
|  |                                   |
|  | Euphroniaceae                     |
|  |                                   |

|  | Trigoniaceae    |
|  |                 |
|  | Dichapetalaceae |
|  |                 |

|  | Chrysobalanaceae – złotośliwowate |
|  |                                   |
|  | Euphroniaceae                     |
|  |                                   |

|  | Trigoniaceae    |
|  |                 |
|  | Dichapetalaceae |
|  |                 |

|  | Chrysobalanaceae – złotośliwowate |
|  |                                   |
|  | Euphroniaceae                     |
|  |                                   |

|  | Trigoniaceae    |
|  |                 |
|  | Dichapetalaceae |
|  |                 |

|  | Chrysobalanaceae – złotośliwowate |
|  |                                   |
|  | Euphroniaceae                     |
|  |                                   |

Podział rodziny
- rodzaj: Balanops Baillon, Adansonia 10: 117. 15 Aug 1871
  - Balanops australiana F.Muell.
  - Balanops balansae Baill.
  - Balanops microstachya Baill.
  - Balanops oliviformis Baill.
  - Balanops pachyphylla Baill. ex Guillaumin
  - Balanops pancheri Baill.
  - Balanops pedicellata (Guillaumin) Hjelmq.
  - Balanops sparsifolia (Schltr.) Hjelmq.
  - Balanops vieillardii Baill.